# Hashim Jalilul Alam Aqamaddin
Hashim Jalilul Alam Aqamaddin, né en 1825 à Bandar Brunei et mort le 10 mai 1906 dans la même ville, est le vingt-cinquième sultan de Brunei. Il règne du 29 mai 1885 à sa mort.